# Inspiration Lake
Inspiration Lake (Chino: 迪欣湖) de nombre oficial, Inpiration Lake Recreation Center (chino tradicional:  迪欣湖活動中心) es un lago artificial de 12 ha situado en la bahía del Penique, isla Lantau, Hong Kong.
Fue construido por el gobierno de Hong Kong y manejado por la compañía de tierras orientales.
El lago, abierto oficialmente el 16 de agosto de 2005, fue creado como parte de Hong Kong Disneyland Resort como proyecto de múltiples usos, para la recreación y la irrigación.
El parque se abre diariamente a partir de las 9.00 hasta las 19.00; con entrada libre.

## Instalaciones
El centro de recreación entero tiene un área total de alrededor de 30 ha, y consiste en 12 ha de lago (el lago artificial más grande de Hong Kong), con un barco al centro, un arboretum, un sendero de 1500 m para hacer jogging y un patio de recreación infantil. El lago tiene una profundidad de entre 60 a 100 m; y cascadas con fuentes jets; adornadas con cantos rodados naturales y artificiales, más unos 4.800 árboles y 430.000 arbustos. Los barcos del puerto están al servicio de los visitantes en el Boat Center y las instalaciones como baños, tocador, bares y restaurantes están disponibles en el lugar.
El lago artificial de 12 ha ofrece una cascada del agua, jets de agua y plantas acuáticas.
El jet de agua en el lago tiene diseño luminoso y lanza agua a más de 18 m de altura. Aparte de propósito de recración, el agua del lago es una fuente de irrigación para toda la bahía del penique.
A lo largo de un sendero de una longitud de 1,5 km se encuentran un barco que puede navegar alrededor del lago y hay estaciones de descanso, gazebos y un puente a la cascada.

## Transporte
El lago esta a una distancia (caminando) de aproximadamente 15 minutos desde la estación del resort MTR Disneyland y del transbordo de transporte público del resort de Disneyland. Es coordinado por la concesionaria de rutas de autobuses y es dirigida en común por Citybus y Long Win Bus Company
- R8 Disneyland - Lantau Link Toll Plaza (vía el Inspiration Lake) (a partir de las 9.00 a las 19.00)

El estacionamiento está disponible por HK$ 25/hora para los coches privados (tarifa 2007)